# Backus Water Motor Company
Backus Water Motor Company war ein US-amerikanischer Hersteller von Motoren und Automobilen.

## Unternehmensgeschichte
Rodman und Oscar J. Backus gründeten das Unternehmen zu Beginn der 1870er Jahre. Der Sitz war in Newark in New Jersey. Sie stellten ab den 1880er Jahren Motoren her. Im Februar 1903 wurde erstmals ein Fahrzeug auf einer Ausstellung in New York City präsentiert. Der Markenname lautete Backus. 1904 endete die Pkw-Produktion. Es ist nicht bekannt, wann das 1893 in Backus Manufacturing Company umbenannte Unternehmen aufgelöst wurde.

## Fahrzeuge
Das einzige überlieferte Modell war ein Runabout. Ein Einzylindermotor mit 10 PS Leistung trieb die Fahrzeug an. Gelenkt wurde mit einem Lenkhebel. Das Fahrzeug konnte vom Sitz aus gestartet werden. Der Neupreis betrug 1100 US-Dollar.  Zum Vergleich: Das Ford Modell A mit einem Zweizylindermotor kostete nur 850 Dollar. Eine Quelle meint, dass der Preis viel zu hoch war, und deshalb der Erfolg ausblieb.